# Riola
Riola es un municipio español perteneciente a la provincia de Valencia, en la Comunidad Valenciana, y a la comarca de la Ribera Baja.

## Geografía
Situado en la margen derecha del río Júcar. El relieve lo forma una perfecta llanura de origen aluvial, colmatada de sedimentos cuaternarios del Holoceno. Su único accidente geográfico es el Júcar, río que discurre por la parte septentrional y cuyas aguas sirven para el riego de su huerta y arrozales.
El medio climático es el típicamente mediterráneo.
Desde Valencia, se accede a esta localidad tomando la V-31 y posteriormente la N-332 para enlazar con la CV-505.
El término municipal de Riola limita con las localidades de Corbera, Fortaleny, Poliñá de Júcar y Sueca, todas ellas de la provincia de Valencia.

## Historia
Documentalmente aparece por primera vez en el Libro del Reparto (Llibre del Repartiment), aunque con el nombre de Ariola, que más tarde pasaría a ser Giola, según Beuter, y por último Riola. Pedro el Ceremonioso la incorporó a la Corona de Aragón.
Formó parte del municipio de Corbera hasta que en 1836 fue segregado y elevado a municipio independiente. En 1864 sufrió graves inundaciones por desbordamiento del río Júcar, tragedia que volvió a repetirse casi con la misma intensidad en 1916.
En 1646, tras la expulsión de los moriscos, Riola contaba con 59 casas habitadas (unas 250 personas). Se recuperó durante el siglo XVIII y alcanzó la cifra de 150 vecinos (más de 700 habitantes) en 1794. En 1900 tenía 1000 habitantes. Los buenos precios alcanzados por la naranja en el segundo y tercer decenio del pasado siglo produjeron un rápido aumento de población, llegándose a contabilizar 1608 habitantes en el censo de 1950. Después comenzaría la crisis agraria y la emigración hacia Francia.

## Demografía
Riola cuenta con una población de 1770 habitantes (INE 2024).
| Gráfica de evolución demográfica de Riola entre 1842 y 2021                                                         |
| |
| Población de derecho según los censos de población del INE Población de hecho según los censos de población del INE |

## Economía
Su economía está basada tradicionalmente en la agricultura (cultivos de naranjos), la mayor parte de los vecinos de Riola han sido tradicionalmente asalariados del campo, aunque hoy en día la gran mayoría están en el sector servicios (construcción, hostelería, industria).

## Administración y política
| Periodo   | Nombre                      | Partido   |
| --------- | --------------------------- | --------- |
| 1979-1983 | Alfredo Chofre Tomás        | PCE       |
| 1983-1987 | Alfredo Chofre Tomás        | PCE       |
| 1987-1991 | Antonio García Gascó        | PSPV-PSOE |
| 1991-1995 | Antonio García Gascó        | PSPV-PSOE |
| 1995-1999 | Juan Gómis Lli              | EUPV      |
| 1999-2003 | Juan Pascual Gascó          | EUPV      |
| 2003-2007 | Manuel Cirilo Anaya Gallart | PSPV-PSOE |
| 2007-2011 | Manuel Cirilo Anaya Gallart | PSPV-PSOE |
| 2011-2015 | Manuel Cirilo Anaya Gallart | PSPV-PSOE |
| 2015-2019 | Judith Capellino Ventura    | EUPV      |
| 2019-2023 | Judith Capellino Ventura    | EUPV      |
| 2023-act. | Judith Capellino Ventura    | EUPV      |

## Patrimonio
- Iglesia parroquial. Fue edificada en 1735 y está dedicada a Santa María la Mayor siendo un edificio de planta neoclásica aunque con muchos elementos barrocos.

En la parte posterior de la misma se conserva parte de la torre de la época del islam.
- Pont de Riola

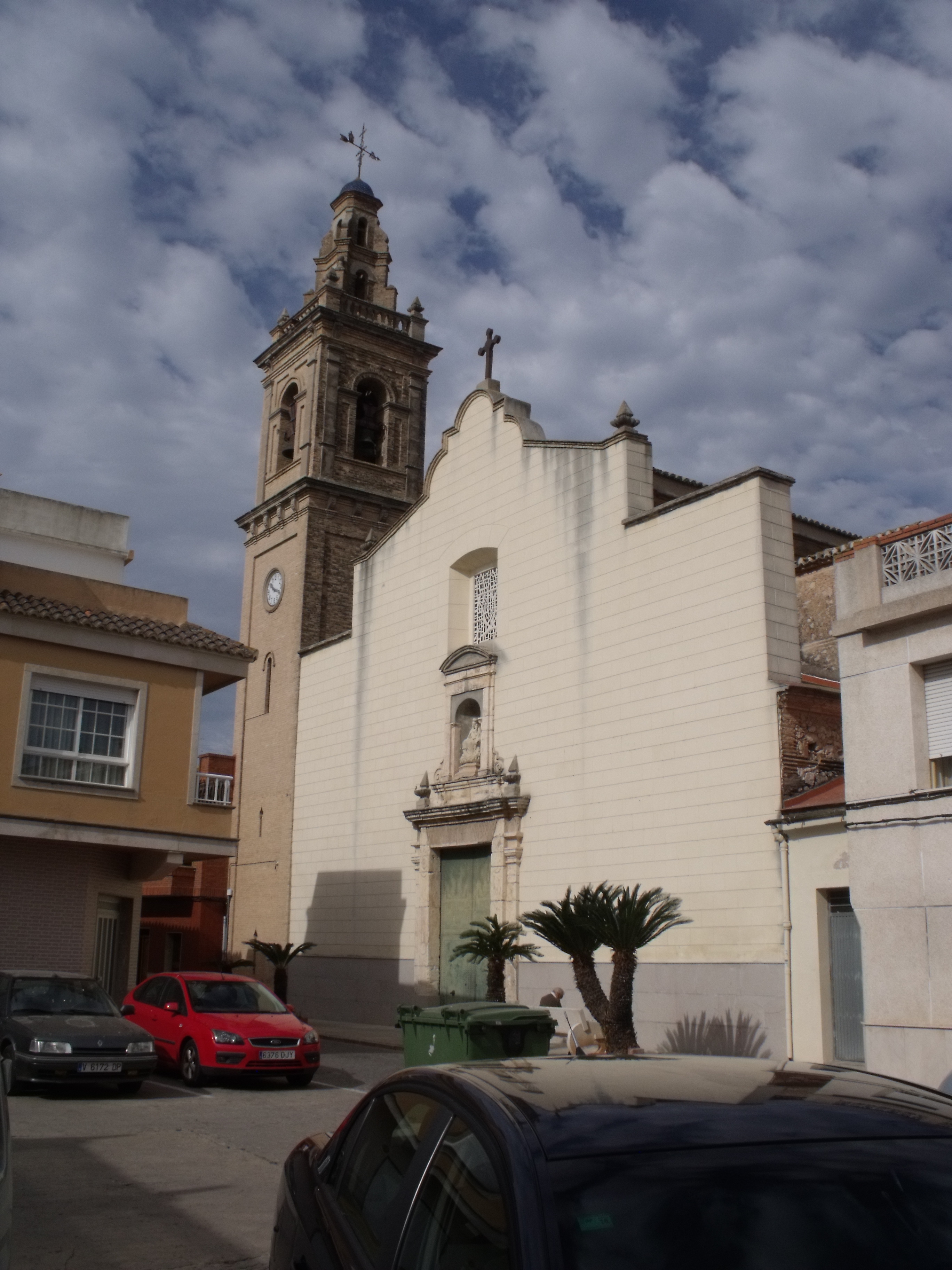
Iglesia de Santa María la Mayor

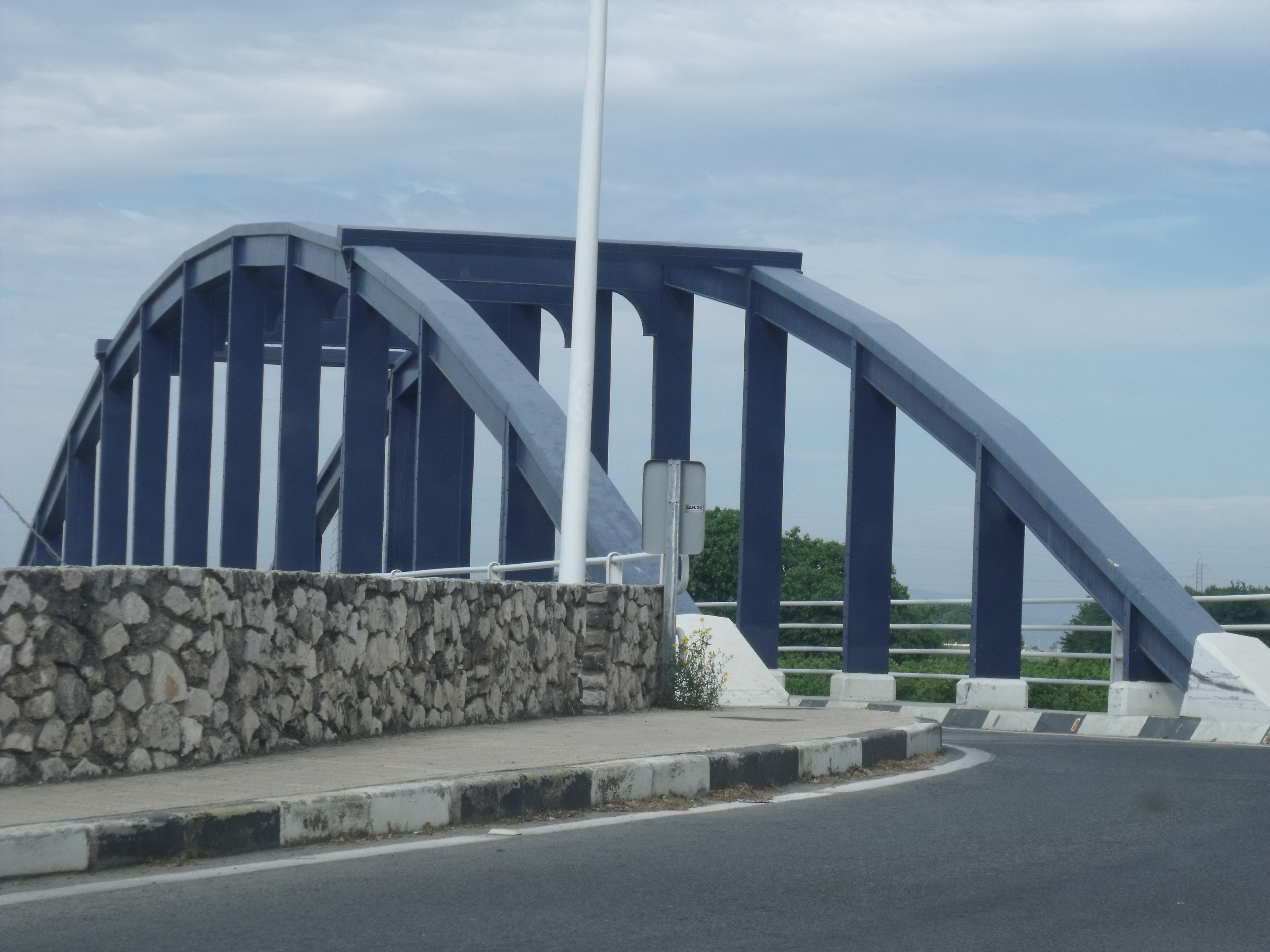
Puente de Riola

Fue en 1898, concretamente el día 20 de mayo, cuando Higinio Chofre Calpe, vecino de Valencia y de profesión abogado, compró a Juana Romero Domingo, viuda de D. Lisardo García Blanco por la suma de 1500 pesetas, la concesión para construir un puente de hierro sobre el río Júcar, entre Sueca y Riola, emplazado al lugar conocido entonces cómo Cruz de Muzquiz. Anteriormente, D. Lisardo García, había adquirido esta concesión de los herederos de la primera concesionaria María Ramos, viuda de Calatayud.
El 25 de mayo de 1898, en documento público, Higinio Chofre Calpe, cedió la mitad de estos derechos a Bernardo Aliño Alcaraz, médico cirujano de Sueca, por la cantidad de 750 pesetas, y constituyen una sociedad con el fin de construir el puente (de Riola) de Hierro, denominada Chofre y Aliño, con un capital social de 10 000 pesetas. Una de las cláusulas estipuladas en la escritura pública de constitución de la sociedad, era curiosamente la que autorizaba a Bernardo Aliño (uno de los dos socios), a sustentar en el Puente, el tubo de agua que tenía que atravesar el río, como consecuencia de la canalización que Bernardo Aliño iba a hacer para transportar hasta Sueca el agua que brotaba de un manantial existente en un huerto que este señor tenía en Corbera. (A día de hoy sigue abasteciendo las poblaciones de Polinyà de Xúquer, Riola y parte de Sueca).
Ya en noviembre de 1899, siendo Alcalde de Sueca Joan Llopis Llombart, y alcalde de Riola Enric Chaqués Montagut, se da posesión a la sociedad Chofre y Aliño de los estribos, las rampas y la caseta del guarda del antiguo puente de barcas, para ejecutar las obras del Puente de Hierro.
Y fue el 2 de diciembre de 1899, cuando primero a la parte de Sueca y después a la de Riola, y conjuntamente con sus Alcaldes, en cumplimiento de aquello estipulado por el gobernador civil de la provincia, y junto al Inspector de Policía y tres testigos, se marcaron los hitos que tenían que señalar los terrenos a expropiar de acuerdo con el plano topográfico confeccionado por el Ingeniero Provincial de Obras Públicas.
Una vez acabados todos estos trámites, se iniciaron las obras de construcción del puente de Hierro, que se ejecutó según el sistema bowstring de los de arco metálico. Es del tipo de tablero inferior, y está diseñado para soportar las fuertes crecidas del río Júcar. Consta de dos arcos elípticos situados paralelamente a los dos lados del puente con tirantes rectos que sostienen el tablero. Los dos extremos descansan sobre pilares de sillares piedra, y la parte inferior sostiene unos tubos de fibrocemento de conducción de agua. Todo apunta que el Puente se inauguró en 1918, y más tarde fue objeto de una rehabilitación por los años 1988-89.
JMV - Fuente: Arxiu Històric Municipal de Sueca, 
Exp. URB-42/02, URB-35/2

## Fiestas locales
- Fiestas patronales. Las fiestas se celebran durante la primera quincena de agosto entre el 3 y el 11.

El programa de fiestas varía poco de un año al siguiente:
Las fiestas patronales se inician con un concierto a cargo de su banda Unió Musical de Riola, tras el cual se dispara un tradicional castillo de fuegos artificiales. 
El día 4 se celebra el tradicional sopar de germanor en la calle Amplia, tras el cual se ameniza la velada hasta el amanecer por una orquesta. 
El día 5 se celebra la festividad de su patrona Santa María la Major, con pasacalle de la banda, mascletà y processión.
El día 6 es la festividad del Crist dels Afligits, els Benissants de la Pedra i Sant Roc. 
El sábado al final de las fiestas, termina con las paellas populares nocturnas en la plaça de la Constitució. 
Una importante celebración es la recuperación de la cordà, a cargo de la asociación cultural Riola Creu En La Cordà, así como varios vecinos de Riola que tradicionalmente han participado en dicho acontecimiento y han conseguido recuperarlo. Uno de los objetivos de dicha asociación es recuperar la tradicional Cordà en la cruz de Riola.
Fiesta especial de San Cristóbal hacia el 10 de julio, con bendición de vehículos a cargo del Señor Rector, amenizada con la canción Amigo Conductor, de Perlita de Huelva. Procesión con imagen del santo, misa al aire libre, baile, tracas, todo organizado por los vecinos de la calle de San Cristóbal.
Una iniciativa de un colectivo de amigos, está intentando promocionar Els Festers de la Panderola. Una agrupación de vecinos que mediante su desinteresada colaboración, aportará a Riola dos días de fiestas populares adicionales.

## Cultura
Música
- Unió Musical de Riola, banda, escuela de música y banda joven

Tradiciones
- Grup de dances Les Moreres
- Falla del Poble de Riola
- Cordà

### Deporte
Fútbol
Riola cuenta con una escuela de Fútbol federada en las categorías Querubín, pre-Benjamín, Benjamín, Alevín e Infantil. Actualmente, la escuela de fútbol local, aunando sus esfuerzos con el de la población vecina Polinyà de Xúquer, han juntado sus equipos en uno solo llamado XÚQUER CLUB DE Fútbol
Balonmano
Club femenino de balonmano Riola